# Лиможеньчик
Лиможеньчик (пол. Limożeńczyk) — польский дворянский герб.

## Описание
В червлёном поле три золотых креста треугольником: два и один.
На щите дворянский коронованный шлем. Нашлемник: два орла. Намёт на щите червлёный, подложенный золотом.

## Герб используют
Роман Дорат, г. Лиможеньчик, отставной капитан б. Польских войск, признан в потомственном дворянском достоинстве Царства Польского в 1837 г. и на означенное достоинство 12.05.1842 жалован дипломом. Герб рода Доратов также внесен в Часть III Гербовника дворянских родов Царства Польского, стр.113.